# Gmina Dzierzkowice
Die Gmina Dzierzkowice ist eine Landgemeinde im Powiat Kraśnicki der Woiwodschaft Lublin in Polen. Ihr Sitz ist das Schulzenamt Dzierzkowice-Góry.

## Gliederung
Zur Landgemeinde (gmina wiejska) Dzierzkowice gehören folgende 14 Schulzenämter (solectwo):
Dębina
Dzierzkowice-Góry
Dzierzkowice-Podwody
Dzierzkowice-Rynek
Dzierzkowice-Wola
Dzierzkowice-Zastawie
Krzywie
Ludmiłówka
Sosnowa Wola
Terpentyna
Wyżnianka
Wyżnianka-Kolonia
Wyżnica
Wyżnica-Kolonia
Ein weiterer Ort der Gemeinde ohne Schulzenamt ist Zwierzyniec.